# Sant Salvador de la Vedella
|  | Aquest article tracta sobre l'antic monestir i església del segle XII. Si cerqueu el poble desaparegut, vegeu «Sant Salvador de la Vedella (poble desaparegut)». |

Sant Salvador de la Vedella (o de l'Abadella, o de la Vadella) és un monestir romànic situat al municipi de Cercs (Berguedà) que forma part de l'Inventari del Patrimoni Arquitectònic de Catalunya.

## Descripció
És un conjunt que inclou l'església, el casal rectoral i restes del vell priorat, que emergeix en un penyal que sobresurt de les aigües, al capdamunt de l'embassament de la Baells.
El nom de Sant Salvador de la Vedella és una evolució o deformació de Sant Salvador de l'Abadella, és a dir, de l'abadia petita. Ara bé, l'Abadella, al mateix temps, prové de la confusió amb un topònim més antic, ja que en documents dels segles xiii i xiv s'han trobat les formes Zavadera, Vadera i Lavedera o Lavadera, utilitzades indistintament, que provindrien del llati vadum, amb el sentit de gual o lloc on es pot travessar el riu caminant. Així doncs, aquest devia ser el topònim original, el qual es va adjuntar a l'advocació de Sant Salvador (Sant Salvador de la Vadera). En un document de 1322 també es troba la confusió entre l'abadia i la vadera, confusió que acabaria evolucionant en la Vadella i la Vedella actual.
L'església és la part més ben conservada de l'antic monestir de Sant Salvador de la Vedella. És un temple del segle xii construït sobre l'edificació preromànica, situada al sud. És un edifici d'una sola nau coronada per un absis, situat a llevant de l'església hi ha finestra de doble esqueixada, d'arc de mig punt adovellat. Als murs laterals hi ha dues petites absidioles, molt poc visibles a l'exterior. La façana de ponent té un senzill campanar d'espadanya i una finestra de mig punt adovellada, a migjorn s'obre la porta. Tot l'edifici, construït amb carreus quadrats i a trencapunt, és mancat d'ornamentació i està plenament envoltat d'un seguit de dependències que se li han afegit al llarg dels anys, algunes de les quals corresponen a les dependències de priorat de Sant Salvador.
Sobre la façana de l'oest, té un petit campanar posterior de cadireta amb dues obertures. La seva porta d'entrada es troba a la façana sud. Al curiós penyal sobre el qual es dreça el monestir hi ha excavades antigues coves o refugis que podrien correspondre a una etapa molt arcaica de la seva vida religiosa, probablement anterior a la construcció del monestir.
Actualment, l'altar, un calze i una patena procedents d'aquesta abadia es troben al Museu Diocesà i Comarcal de Solsona i el Crist en majestat al Museu Episcopal de Vic.

## Història
Com molts altres monestirs altmedievals, els seus orígens van ser molt probablement eremítics: sota el roc on fou construït posteriorment el monestir de sant Salvador, s'hi veuen encara unes coves que devien ser els primers refugis dels monjos de la Vedella.
Les primeres referències escrites de l'existència de Sant Salvador són de l'època carolíngia i per a la repoblació de la comarca. El monestir de Sant Salvador de la Vedella va néixer en plena repoblació del "Pagus" berguedà, quan l'any 830 fou fundada la comunitat monàstica per iniciativa de l'urgellenc monestir de Sant Sadurní de Tavèrnoles. L'abat d'aquest monestir, Calort de Tavèrnoles, aconseguí del rei franc, Lluís el Piadós, l'any 835 un precepte d'immunitat i protecció per al cenobi de la Vedella, i la confirmació de les seves possessions, entre les quals cal destacar Fígols. El rei els concedia la lliure elecció del seu abat. El precepte especificava també que els monjos de la Vedella estaven regits pels principis de l'orde de Sant Benet.
A partir del segle xii la seva importància va anar desapareixent. Durant el segle xiii fou un priorat de Tavèrnoles. L'any 1312 ja no tenia comunitat i és documentat com a parròquia, amb només un monjo depenent de Tavèrnoles, un prevere i un laic. És l'època en què els abats de Tavèrnoles arrenden les rendes del cenobi als diferents senyors del Berguedà. L'any 1580 el papa Climent VIII va donar les seves rendes a Sant Pere de la Portella.
El segle xviii va patir modificacions i fou construïda la "rectoria sobre les antigues dependències monacals".
L'any 1873 Sant Salvador era ja una simple parròquia que s'uní després a Cercs, en qualitat de sufragània.
Amb la construcció de la Presa de la Baells el 1976 tres pobles, entre ells el poble al qual pertanyia l'església aquesta, foren inundats salvant-se únicament l'edifici de l'església del monestir de Sant Salvador de la Vedella.